# Roberto Giollo
Roberto Giollo (Adria, 18 luglio 1943 – Adria, 8 maggio 2016) è stato un politico italiano.

## Biografia
Insegnante, già esponente del PCI, nel 1991 aderisce a Rifondazione Comunista, con cui viene eletto senatore in Veneto alle elezioni politiche del 1992, restando in carica per l'XI Legislatura, conclusa nell'aprile 1994.
Nel 1992 è eletto anche consigliere comunale a Porto Tolle, restando in carica fino al 1995; in tale anno diventa consigliere comunale ad Adria, venendo confermato anche nel 1999 e concludendo il proprio mandato nel 2004.
Muore all'età di 72 anni l'8 maggio 2016.